# The Pretty Things Are Going to Hell
Singles de David Bowie
Thursday's Child
(septembre 1999) Under Pressure (Rah Mix)
(décembre 1999)
The Pretty Things Are Going to Hell est une chanson de David Bowie parue en 1999 sur l'album 'hours...'.
Ce morceau de rock énergique, coécrit avec le guitariste Reeves Gabrels, constitue le premier single extrait de l'album en Australie et au Japon. Une version remixée de la chanson figure dans la bande originale du film Stigmata et dans le jeu vidéo The Nomad Soul, tous deux sortis la même année.

## Histoire
The Pretty Things Are Going to Hell est construite autour d'un riff de guitare électrique que Reeves Gabrels destine à son album solo Ulysses (Della Notte). Il plaît tellement à Bowie que celui-ci décide de l'adopter pour son propre disque. Gabrels rapporte qu'il s'agit d'une des premières chansons de 'hours...' sur lesquelles ils travaillent, mais aussi l'une des dernières à avoir été achevées.
Deux mois avant la sortie de 'hours...', une version remixée de The Pretty Things Are Going to Hell apparaît dans la bande originale du film Stigmata. Un fragment d'une minute est utilisé dans le film même, mais il ne s'agit pas de la même version que celle figurant sur l'album de la bande originale. Cette version remixée figure également dans le jeu vidéo The Nomad Soul, dont la musique est en partie réalisée par Bowie et Gabrels.
La chanson est publiée en single le 20 septembre 1999 en Australie et au Japon, où elle constitue le premier single extrait de 'hours...', un rôle dévolu à Thursday's Child dans le reste du monde. Un clip est tourné par Dom and Nic (en), duo de réalisateurs britanniques qui ont déjà travaillé avec Bowie pour le clip de I'm Afraid of Americans, mais il n'est jamais diffusé et ne fait surface qu'en 2014 sur internet.
Bowie n'interprète The Pretty Things Are Going to Hell que pendant le 'hours…' Tour et lors de ses apparitions télévisées pour la promotion de l'album, entre fin 1999 et début 2000. Elle n'apparaît plus jamais dans ses setlists par la suite.

## Caractéristiques artistiques
The Pretty Things Are Going to Hell est la chanson la plus énergique de 'hours...', propulsée par le riff et les power chords de Gabrels. La section rythmique fait preuve d'une grande énergie, avec une ligne de basse aussi basique qu'efficace et un jeu de batterie frénétique renforcé par des interventions de tambourin et de sonnaille. Pour Chris O'Leary, il s'agit d'une sorte de parodie de glam rock qui s'avère épuisante de par sa longueur. Matthieu Thibault reconnaît qu'elle rompt de manière bienvenue la monotonie de l'album, mais il considère qu'il s'agit d'une chanson pauvrement écrite dont ni les arrangements, ni la partie de chant ne masquent le manque d'inspiration.
Le titre de The Pretty Things Are Going to Hell semble faire allusion à plusieurs éléments du passé de Bowie. Il rappelle sa chanson de 1971 Oh! You Pretty Things, ainsi que Pretty Thing, un titre qu'il a enregistré avec le groupe Tin Machine en 1989. Il évoque également le morceau des Stooges Your Pretty Face Is Going to Hell, paru en 1973 sur l'album Raw Power (produit par Bowie), et enfin les Pretty Things, groupe anglais particulièrement apprécié du chanteur dans les années 1960. Les paroles décrivent quant à elles la disparition d'une jeunesse dorée inspirée des Bright Young People du roman d'Evelyn Waugh Ces corps vils, paru en 1930 et qui avait déjà inspiré à Bowie la chanson-titre de l'album Aladdin Sane.
Dans le clip jamais diffusé de The Pretty Things Are Going to Hell, Bowie feint de répéter la chanson sur scène, dans une salle vide et plongée à moitié dans l'obscurité. Quatre marionnettes conçues par l'entreprise Jim Henson's Creature Shop font des apparitions fugaces, chacune représentant une ancienne persona du chanteur qui donne ainsi l'impression de chercher à échapper à son passé : l'homme en robe de la pochette de The Man Who Sold the World, Ziggy Stardust, le Thin White Duke et le Pierrot du clip de Ashes to Ashes. Bowie réutilise les deux dernières en 2013 pour tourner le clip de Love Is Lost.

## Fiche technique

### Chansons
Toutes les chansons sont écrites et composées par David Bowie.
| 1. | The Pretty Things Are Going to Hell (Edit) | 3:59 |
| 2. | The Pretty Things Are Going to Hell        | 4:40 |
| 3. | We Shall Go to Town                        | 3:56 |
| 4. | 1917                                       | 3:27 |

### Musiciens
- David Bowie : chant, chœurs, claviers
- Reeves Gabrels : guitare solo, guitare rythmique, synthétiseur
- Mark Plati : basse
- Mike Levesque : batterie, tambourin, percussions[8]

### Équipe de production
- David Bowie : producteur
- Reeves Gabrels : producteur
- Kevin Paul : ingénieur du son
- Mark Plati : ingénieur du son[8]